# Шеноме
Шеноме (фр. Chenommet) насеље је и општина у западној Француској у региону Поату-Шарант, у департману Шарант која припада префектури Ангулем.
По подацима из 2011. године у општини је живело 156 становника, а густина насељености је износила 35,21 становника/km². Општина се простире на површини од 4,43 km². Налази се на средњој надморској висини од 120 метара (максималној 117 m, а минималној 69 m).

## Демографија
| 1962. | 1968. | 1975. | 1982. | 1990. | 1999. | 2011. |
| ----- | ----- | ----- | ----- | ----- | ----- | ----- |
| 173   | 182   | 160   | 148   | 146   | 128   | 156   |

График промене броја становника у току последњих година